# Erik Gudbranson
Erik Gudbranson (* 7. ledna 1992 v Orleans, Ontario) je kanadský hokejový obránce hrající v týmu Calgary Flames v severoamerické lize NHL.

## Hráčská kariéra
S juniorským profesionálním hokejem začínal v týmu Ottawa Jr. 67's Min. Midg. AAA v lize OEMHL v sezóně 2007/08 kdy za 70 odehraných zápasů získal 118 trestných minut. V roce 2008 byl draftován do OHL v 1. kole (celkově 4.) týmem Kingston Frontenacs. Po draftu se připojil k týmu Kingston Frontenacs a hned v první sezóně v lize OHL nasbíral za 63 zápasů 22 bodů ale jeho tým nepostoupil do play off. V následující sezóně musel pak vynechal 27 zápasů kvůli mononukleóze v sezóně 2009/10. Po uzdravení odehrál 41 zápasů ve kterých vstřelil dva góly a 21 asistencí. V play off odehrál sedm zápasů, v nichž vstřelil jeden gól a dvě asistence ale tým prohrál s Brampton Battalion v prvním kole play-off 3:4 na zápasy. Po sezóně získal Bobby Smith Trophy, což je trofej, který dokázal nejlépe zkombinovat, jak sportovní, tak i studentské úspěchy. V roce 2010 byl draftován do NHL v 1. kole (celkově 3.) týmem Florida Panthers. V létě 2016 byl vytrejdován za Jareda McCanna a volbu v draftu do Vancouver Canucks.

## Zajímavosti
22. ledna 2011 v OHL v zápase proti Oshawa Generals nejprv tvrdě srazil o mantinel protihráče J.P. LaBarda a poté ho napadl. Gudbranson dostal stop na 8 zápasů.

## Ocenění a úspěchy
- 2009 OHL - Druhý All-Rookie Team
- 2010 OHL - Bobby Smith Trophy
- 2011 MSJ - Nejlepší střelec mezi obránci

## Prvenství
- Debut v NHL - 8. října 2011 (New York Islanders proti Florida Panthers)
- První asistence v NHL - 1. prosince 2011 (Los Angeles Kings proti Florida Panthers)
- První gól v NHL - 11. prosince 2011 (New York Rangers proti Florida Panthers, švédskému brankáři Henrik Lundqvist)

## Klubové statistiky
| Sezóna      | Klub                           | Soutěž      |     | Základní část | Základní část | Základní část | Základní část | Základní část |   | Play off | Play off | Play off | Play off | Play off |
| Sezóna      | Klub                           | Soutěž      | Z   | G             | A             | B             | TM            | Z             | G | A        | B        | TM       |          |          |
| 2007/2008   | Ottawa Jr. 67's Min. Midg. AAA | OEMHL       | 70  | 15            | 40            | 55            | 118           | —             | — | —        | —        | —        |          |          |
| 2008/2009   | Kingston Frontenacs            | OHL         | 63  | 3             | 19            | 22            | 69            | —             | — | —        | —        | —        |          |          |
| 2009/2010   | Kingston Frontenacs            | OHL         | 41  | 2             | 21            | 23            | 68            | 7             | 1 | 2        | 3        | 6        |          |          |
| 2010/2011   | Kingston Frontenacs            | OHL         | 44  | 12            | 22            | 34            | 105           | 5             | 1 | 3        | 4        | 10       |          |          |
| 2011/2012   | Florida Panthers               | NHL         | 72  | 2             | 6             | 8             | 78            | 7             | 0 | 0        | 0        | 8        |          |          |
| 2012/2013   | Florida Panthers               | NHL         | 32  | 0             | 4             | 4             | 47            | —             | — | —        | —        | —        |          |          |
| 2012/2013   | San Antonio Rampage            | AHL         | 2   | 0             | 0             | 0             | 2             | —             | — | —        | —        | —        |          |          |
| 2013/2014   | Florida Panthers               | NHL         | 65  | 3             | 6             | 9             | 114           | —             | — | —        | —        | —        |          |          |
| 2014/2015   | Florida Panthers               | NHL         | 76  | 4             | 9             | 13            | 58            | —             | — | —        | —        | —        |          |          |
| 2015/2016   | Florida Panthers               | NHL         | 64  | 2             | 7             | 9             | 49            | 6             | 0 | 0        | 0        | 2        |          |          |
| 2016/2017   | Vancouver Canucks              | NHL         | 30  | 1             | 5             | 6             | 18            | —             | — | —        | —        | —        |          |          |
| 2017/2018   | Vancouver Canucks              | NHL         | 52  | 2             | 3             | 5             | 35            | —             | — | —        | —        | —        |          |          |
| 2018/2019   | Vancouver Canucks              | NHL         | 57  | 2             | 6             | 8             | 83            | —             | — | —        | —        | —        |          |          |
| 2018/2019   | Pittsburgh Penguins            | NHL         | 19  | 0             | 2             | 2             | 4             | 4             | 1 | 0        | 1        | 2        |          |          |
| 2019/2020   | Pittsburgh Penguins            | NHL         | 7   | 0             | 0             | 0             | 4             | —             | — | —        | —        | —        |          |          |
| 2019/2020   | Anaheim Ducks                  | NHL         | 44  | 4             | 5             | 9             | 91            | —             | — | —        | —        | —        |          |          |
| 2020/2021   | Ottawa Senators                | NHL         | 36  | 1             | 2             | 3             | 47            | —             | — | —        | —        | —        |          |          |
| 2020/2021   | Nashville Predators            | NHL         | 9   | 0             | 1             | 1             | 12            | 2             | 0 | 0        | 0        | 0        |          |          |
| 2021/2022   | Calgary Flames                 | NHL         | 78  | 6             | 11            | 17            | 68            | 12            | 0 | 1        | 1        | 0        |          |          |
| 2022/2023   | Columbus Blue Jackets          | NHL         | 70  | 1             | 12            | 13            | 57            | —             | — | —        | —        | —        |          |          |
| 2023/2024   | Columbus Blue Jackets          | NHL         | 78  | 6             | 20            | 26            | 74            | —             | — | —        | —        | —        |          |          |
| 2024/2025   | Columbus Blue Jackets          | NHL         | 16  | 0             | 4             | 4             | 6             | —             | — | —        | —        | —        |          |          |
| NHL celkově | NHL celkově                    | NHL celkově | 805 | 34            | 103           | 137           | 845           | 31            | 1 | 1        | 2        | 12       |          |          |

## Reprezentace
| Rok                       | Tým                       | Soutěž                    | Z  | G | A | B  | TM |
| ------------------------- | ------------------------- | ------------------------- | -- | - | - | -- | -- |
| 2009                      | Kanada Ontario 17         | WHC-17                    | 6  | 2 | 2 | 4  | 0  |
| 2009                      | Kanada 18                 | MS-18                     | 6  | 1 | 3 | 4  | 0  |
| 2010                      | Kanada 18                 | MS-18                     | 6  | 0 | 1 | 1  | 4  |
| 2011                      | Kanada 20                 | MSJ                       | 7  | 3 | 2 | 5  | 4  |
| 2014                      | Kanada                    | MS                        | 8  | 1 | 0 | 1  | 6  |
| Juniorská kariéra celkově | Juniorská kariéra celkově | Juniorská kariéra celkově | 25 | 6 | 8 | 14 | 8  |
| Seniorská kariéra celkově | Seniorská kariéra celkově | Seniorská kariéra celkově | 8  | 1 | 0 | 1  | 6  |